# La Catalana (cadira)
La Catalana és una cadira dissenyada a Xile l'any 1942. La va dissenyar l'arquitecte Germà Rodríguez Arias per posar-la a la casa Isla Negra del poeta Pablo Neruda. Es tracta d'una cadira de caràcter mediterrani i que destaca pel fet de ser construïda amb sis potes, amb un respatller alt i amb una inclinació reforçada per les potes posteriors, que la converteixen en un objecte modern. La butaca es va fabricar amb fusta autòctona de Xile i boga, inspirant-se en les butaques tradicionals catalanes.
El cas és que Neruda va encarregar a Rodríguez Arias la construcció de les diverses cases, les quals va anar edificant al llarg de les seves estades a Xile. L'arquitecte català va projectar, entre d'altres, la casa de la Chascona i l’ampliació d’Isla Negra, dos dels habitatges del poeta.
L'any 2007, la casa Mobles 114 va reeditar la butaca La Catalana amb fusta de roure i teixit de fibra natural, amb l'objectiu de respectar escrupolosament el disseny original de Germà Rodríguez Arias.